# محيي الدين باشا
محيي الدين باشا رسميا محيي الدين أكواز (1870 – 11 نوفمبر 1940) هو ضابط عسكري ودبلوماسي، خدم في القوات المسلحة العثمانية والقوات البرية التركية يعد واحدة من كبار القادة الذين شاركوا في حرب الاستقلال. كما عمل كدبلوماسي ونائب في البرلمان التركي.